# 별난 커플 2
《별난 커플 2》(영어: The Odd Couple II)는 미국에서 제작된 하워드 도이치 감독의 1998년 버디 코미디 영화이다. 잭 레먼, 월터 매사우 등이 출연하였고, 로버트 W. 코트 등이 제작에 참여하였다.

## 출연
- 잭 레먼
- 월터 매사우
- 리처드 릴리
- 조너선 실버먼
- 리사 왈츠
- 메리 베스 필
- 크리스틴 버랜스키
- 진 스마트
- 렉스 린
- 제이 O. 샌더스
- 바너드 휴스
- 엘런 기어
- 도리스 벨랙
- 루 커텔
- 플로렌스 스탠리
- 앨리스 고스틀리
- 페기 마일리
- 리베카 슐
- 에스텔 해리스
- 에이미 얘즈벡
- 리즈 토레스

## 기타 제작진
- 미술: 댄 비숍
- 의상: 리사 젠슨